# Kahului
Kahului è un census-designated place degli Stati Uniti d'America, nella contea di Maui, nello Stato delle Hawaii.
La città è servita dall'omonimo aeroporto, il secondo più trafficato dello Stato dopo quello di Honolulu.